# Икономика на САЩ
Икономиката на САЩ е силно развита смесена икономика. Тя е най-голямата икономика в света по номинален БВП и втората най-голяма по паритета на покупателна способност. Също така тя има седмият най-висок БВП на глава от населението (номинален) и единадесетият най-висок БВП на глава от населението (ППС) към 2016 г. САЩ има силно разнообразен и водещ в световен мащаб промишлен сектор. Страната е и високотехнологичен иноватор с втората най-голяма промишлена продукция в света. Американският долар е най-използваната валута за международни трансакции и е най-многобройната резервна валута на света, подкрепяна от нейната наука и технологии, военни сили, вярата на американското правителство да изплати дълговете ѝ, централната и роля в редица международни институции след Втората световна война и петродоларната система. Няколко държави използват американския долар за своя официална валута, а в много други тя е де факто валута. Най-големите търговски партньори на САЩ са: Китай, Канада, Мексико, Япония, Германия, Южна Корея, Великобритания, Франция, Индия и Тайван.
Икономиката на страна се захранва от изобилие на природни ресурси, добре развита инфраструктура и висока производителност. Има втората най-високо оценена стойност на природните ресурси – 45 трилиона долара към 2016 г. Американците имат най-високите домакински доходи сред страните от ОИСР. САЩ има най-голямата национална икономика на света след 1890-те години (без да се включват колониални империи). Държавата е най-големият производител на петрол и природен газ в света. През 2016 г. е най-търгуващата страна на света, както и вторият най-голям производител, предоставяйки една пета от световното производство. САЩ не само има най-големият вътрешен пазар за стоки, но доминира и при пазара на услугите. Общата търговия на САЩ през 2016 г. е оценена на 4,92 трилиона долара. 134 от най-големите 500 компании в света са със седалища в САЩ.
САЩ има един от най-големите и най-влиятелни финансови пазари. Нюйоркската фондова борса е най-голямата фондова борса в света по пазарна капитализация. Преките чуждестранни инвестиции, осъществени в САЩ, достигат стойност от почти 2,4 трилиона долара, докато американските инвестиции в други държави са оценени на над 3,3 трилиона долара. Американската икономика се нарежда на първо място в международната класация за рисков капитал. Потребителските разходи съставляват 71% от американската икономика през 2013 г. САЩ има най-големия потребителски пазар в света с пет пъти по-високи разходи за крайно потребление на домакинствата от тези на Япония. Пазарът на работна ръка на страната е привлякъл имигранти от цял свят, а нетната ѝ миграционна скорост е сред най-високите в света.
Американската икономика претърпява сериозен икономически спад по време на Световната рецесия от декември 2007 г. до юни 2009 г. Въпреки това, БВП и нивото на безработицата на страната се възвръщат на нивата си отпреди кризата съответно през 2011 г. и 2015 г. Публичният дълг е приблизително 77% от БВП към 2017 г.

## История
Икономическата история на САЩ е история на икономически растеж, който започва като една отдалечена от Европа, но успешна в икономическо отношение колония и прогресира до най-голямата индустриална икономика в света през 20-и и 21 век.
Икономическата система на САЩ е капиталистическа смесена икономика, в която корпорациите, други частни фирми и отделните индивиди вземат повечето микроикономически решения, а правителството предпочита да играе по-малка роля във вътрешната икономика, въпреки че цялостната роля на правителството, имайки предвид всички негови нива, е относително висока – 36% от брутния вътрешен продукт. По-голямата част от бизнеса в САЩ не е корпоративен и няма наемни работници, а вместо това представлява некорпорирана самостоятелна собственост. Щатите имат малка мрежа за социална сигурност (застраховка при безработица, универсално здравеопазване, подслони за бездомните) и регулацията на отделните видове бизнес е малко под средната за развитите страни. Средният доход на едно домакинство в САЩ за 2005 г. е $43 318.
Икономическата активност вътре в страната варира в голяма степен. Например, Ню Йорк (градът) е център на американската финансова, медийна, издателска и рекламна индустрии, докато Лос Анджелис е най-важният център за филмови и телевизионни продукции. Зоната на залива на Сан Франциско е главен технологичен център. Средният Запад е известен със силната си преработвателна и тежка промишленост, особено Детройт – исторически център на американската автостроителна промишленост и Чикаго – финансова и бизнес столица на региона. Югоизтокът е основният район за селско стопанство, туризъм и дърводобивна промишленост и тъй като заплатите и разходите са под средните за страната, той продължава да привлича компании от преработвателната промишленост.
Най-големия сектор в американската икономика е секторът на услугите, в който са заети грубо около 76% от работната сила.
Природата на САЩ изобилства от естествени ресурси като въглища, нефт и ценни метали. Въпреки това страната все още разчита за много от своето производство на чуждестранните държави. В селското стопанство, страната е производител номер 1 на царевица, соеви зърна, ориз и пшеница и Великите равнини са наричани „житницата на света“ поради огромното си селскостопанско производство. САЩ имат голяма туристическа индустрия, заемаща трето място в света и са също основен износител на самолети, стомана, оръжия и електроника. В щатската външна търговия Канада заема 19% (повече от всяка друга държава), следвана от Китай, Мексико и Япония.
Макар доходът на глава от населението в САЩ да е сред най-високите в света, богатството е сравнително концентрирано. Доходът на глава от населението е по-висок от този в Западна Европа, но през 1990 доходът се е разпределял по-неравномерно. От 1975 в САЩ действа „двустълбов“ трудов пазар, на който почти целия реален доход отива в топ 20% от домакинствата, като повечето от тези средства се падат на най-високо платените в тази категория. Тази поляризация е резултат на високото ниво на икономическа свобода.
Социалната мобилност на щатските жители, съотнесена с останалите държави, е обект на големи дебати. Някои анализатори са открили, че социалната мобилност в САЩ е ниска, съотнесена с държавите от ОИСР и по-специално с държавите от Западна Европа, Скандинавия и Канада. Ниската социална мобилност може би се корени в щатската образователна система. Общественото образование в САЩ е финансирано предимно с данъците от местна собственост, допълнени от държавни постъпления. Това често дава като резултат големи разлики във финансирането между бедните райони и щати и по-състоятелните административни единици. Някои анализатори спорят, че относителната социална мобилност в САЩ достига своя връх през 60-те години на 20 век и започва бърз спад през 80-те. Бившият председател на Борда на федералния резерв Алън Грийнспан също смята, че растящото неравенство в доходите и мобилността на по-бедната класа на САЩ могат евентуално да заплашат в близко бъдеще цялата система.

## Иновации
САЩ са влиятелна страна в научните и технологичните изследвания и в производството на технологични продукти. По време на Втората световна война, САЩ водят обединената програма за създаване на атомна бомба, слагайки началото на атомната ера. След началото на Студената война, САЩ постигат успехи в космическата наука и технология, стигайки до космическо състезание със СССР и бърз напредък в ракетостроенето, въоръжаването, приложните науки, компютрите и много други области. Технологичният прогрес е изразен най-ясно със стъпването на първия човек на Луната, когато през юли 1969 Нийл Армстронг слиза от Аполо 11. САЩ са и най-значителната нация в развитието на Интернет, развивайки нейния предшественик Арпанет. САЩ контролират и по-голямата част от инфраструктурата на Интернет.
В науките има голям дял на американци носители на Нобелова награда, особено по физиология и медицина. Националният здравен институт – централно място за провеждане на биомедицински изследвания в САЩ, започна Проекта за разчитане на човешкия геном. Главната правителствена организация по авиация и космически проучвания е НАСА. Големи корпорации като Боинг и Локхийд Мартин също играят важна роля.

## Транспорт
Автомобилната индустрия се развива по-рано и по-бързо в САЩ, отколкото в другите страни. Гръбнакът на националната транспортна инфраструктура е мрежа от магистрали с голям капацитет, които поемат огромен брой пътнически коли и товарни камиони. По информация от 2004 година в САЩ има 3981,521 мили (6 407 637 км) автомобилни пътища – най-много в света.
В големите градове съществуват масови (обществени) транспортни системи – като например Ню Йорк, където действа едно от най-натоварените в света метра. С няколко изключения американските градове не са толкова гъсто населени като останалите части на света. Ниската гъстота от части е резултат от големите нужди на американските домакинства от собствени автомобили.
Щатите са уникални с високия си брой частни пътнически железопътни пътища. През 70-те години на 20 век правителствена намеса реорганизира товарните жп пътища, консолидирайки пътническите услуги под управлението на държавната корпорация Амтрак. Няма друга страна с толкова жп пътища.
Въздушните превози са предпочитан начин за превоз на пътници за дълги разстояния. По отношение на пътниците 17 от тридесетте най-натоварени летища в света за 2004 са в Щатите включително и най-натовареното – „Международно летище Хартсфийлд-Джаксън Атланта“. По отношение на превоз на товари, 12 от тридесетте най-натоварени летища в света са в САЩ, включително и най-натовареното в света – „Международно летище Мемфис“
Няколко основни морски пристанища се намират в САЩ; трите най-големи са калифорнийските „Пристанище Лос Анджелис“ и „Пристанище на Лонг Бийч“ и „Пристанище на Ню Йорк и Ню Джърси“, са сред най-натоварените в света. Вътрешността на САЩ също е свързана чрез основен корабоплавателен канал през морския път Сейнт Лоурънс и реката Мисисипи. Първата водна връзка между Големите езера и Атлантическия канал е Каналът Ери, който позволява бързо експанзия на селското стопанство и индустрия в Средния Запад и прави Ню Йорк (градът) икономически център на страната.